# NGC 2
NGC 2 är en svag spiralgalax belägen i stjärnbilden Pegasus något söder om NGC 1 ca 345 miljoner ljusår från solsystemet. Den upptäcktes den 20 augusti 1873 av Lawrence Parsons, som beskrev den som "mycket svag, liten, söder om NGC 1."

## Allmänt
NGC 2 är ca 115 000 ljusår i diameter, men är tre till fem gånger mer ljusstark än Vintergatan eftersom den är ganska kompakt. AGC 102559, en galax 60 000 ljusår i diameter, är den närmaste granngalaxen till NGC 2, med ett avstånd av bara 1,8 miljoner ljusår från den. Även om det uppenbarligen ligger ganska nära NGC 1, är den senare närmare och inte fysiskt relaterad till NGC 2.